# Comuna Blăjel, Sibiu
Blăjel (în dialectul săsesc Bluesenderf, în germană Klein-Blasendorf, Kleinblasendorf, în maghiară Balázstelke, Felsőbalázstelke, Balástelke, în latină Villa Blasii) este o comună în județul Sibiu, Transilvania, România, formată din satele Blăjel (reședința), Păucea și Romanești.

## Demografie
Componența etnică a comunei Blăjel
     Români (65,18%)
     Romi (16,12%)
     Maghiari (8,74%)
     Alte etnii (0,66%)
     Necunoscută (9,3%)
Componența confesională a comunei Blăjel
     Ortodocși (74,22%)
     Reformați (7,73%)
     Penticostali (2,85%)
     Greco-catolici (2,59%)
     Fără religie (1,02%)
     Alte religii (1,68%)
     Necunoscută (9,91%)
Conform recensământului efectuat în 2021, populația comunei Blăjel se ridică la 1.967 de locuitori, în scădere față de recensământul anterior din 2011, când fuseseră înregistrați 2.284 de locuitori. Majoritatea locuitorilor sunt români (65,18%), cu minorități de romi (16,12%) și maghiari (8,74%), iar pentru 9,3% nu se cunoaște apartenența etnică. Din punct de vedere confesional, majoritatea locuitorilor sunt ortodocși (74,22%), cu minorități de reformați (7,73%), penticostali (2,85%), greco-catolici (2,59%) și fără religie (1,02%), iar pentru 9,91% nu se cunoaște apartenența confesională.

## Politică și administrație
Comuna Blăjel este administrată de un primar și un consiliu local compus din 11 consilieri. Primarul, Marius Mărginean[*], de la Partidul Național Liberal, este în funcție din 2016. Începând cu alegerile locale din 2024, consiliul local are următoarea componență pe partide politice:
|  | Partid                                 | Consilieri | Componența Consiliului | Componența Consiliului | Componența Consiliului | Componența Consiliului | Componența Consiliului | Componența Consiliului |
|  | -------------------------------------- | ---------- | ---------------------- | ---------------------- | ---------------------- | ---------------------- | ---------------------- | ---------------------- |
|  | Partidul Național Liberal              | 6          |                        |                        |                        |                        |                        |                        |
|  | Partidul Social Democrat               | 3          |                        |                        |                        |                        |                        |                        |
|  | Alianța pentru Unirea Românilor        | 1          |                        |                        |                        |                        |                        |                        |
|  | Uniunea Democrată Maghiară din România | 1          |                        |                        |                        |                        |                        |                        |

## Primarii comunei
- 1996[8] - 2000 - Roman Toader, de la PDAR
- 2000[9] - 2004 - Roman Toader, de la APR
- 2004[10] - 2008 - Roman Toader, de la PSD
- 2008[11] - 2012 - Roman Toader, de la PSD
- 2012[12] - 2016 - Toader Roman, de la USL
- 2016[13] - 2020 - Mărginean Marius, de la PNL

## Imagini

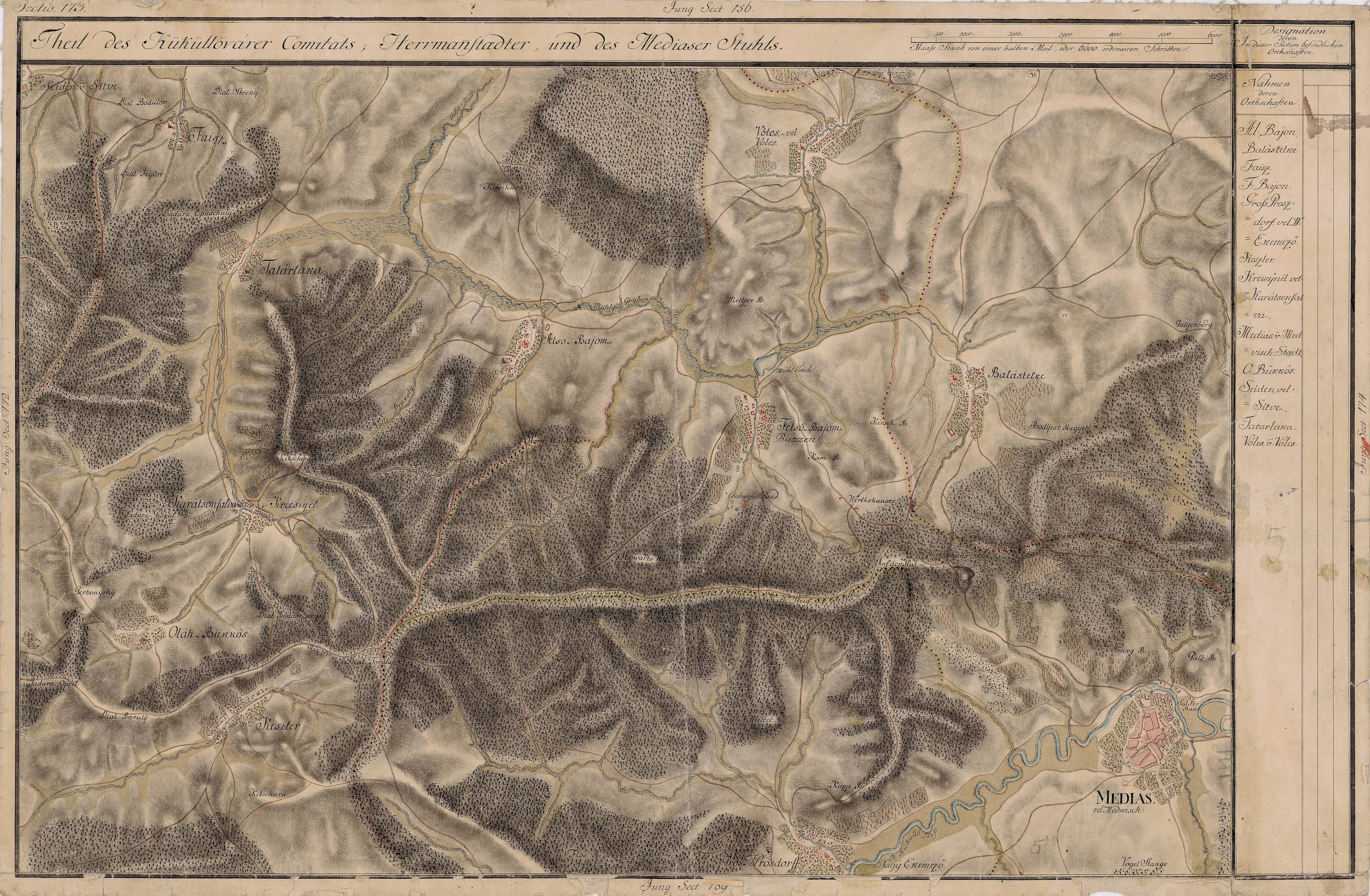
Blăjel în Harta Iosefină a Transilvaniei, 1769-1773
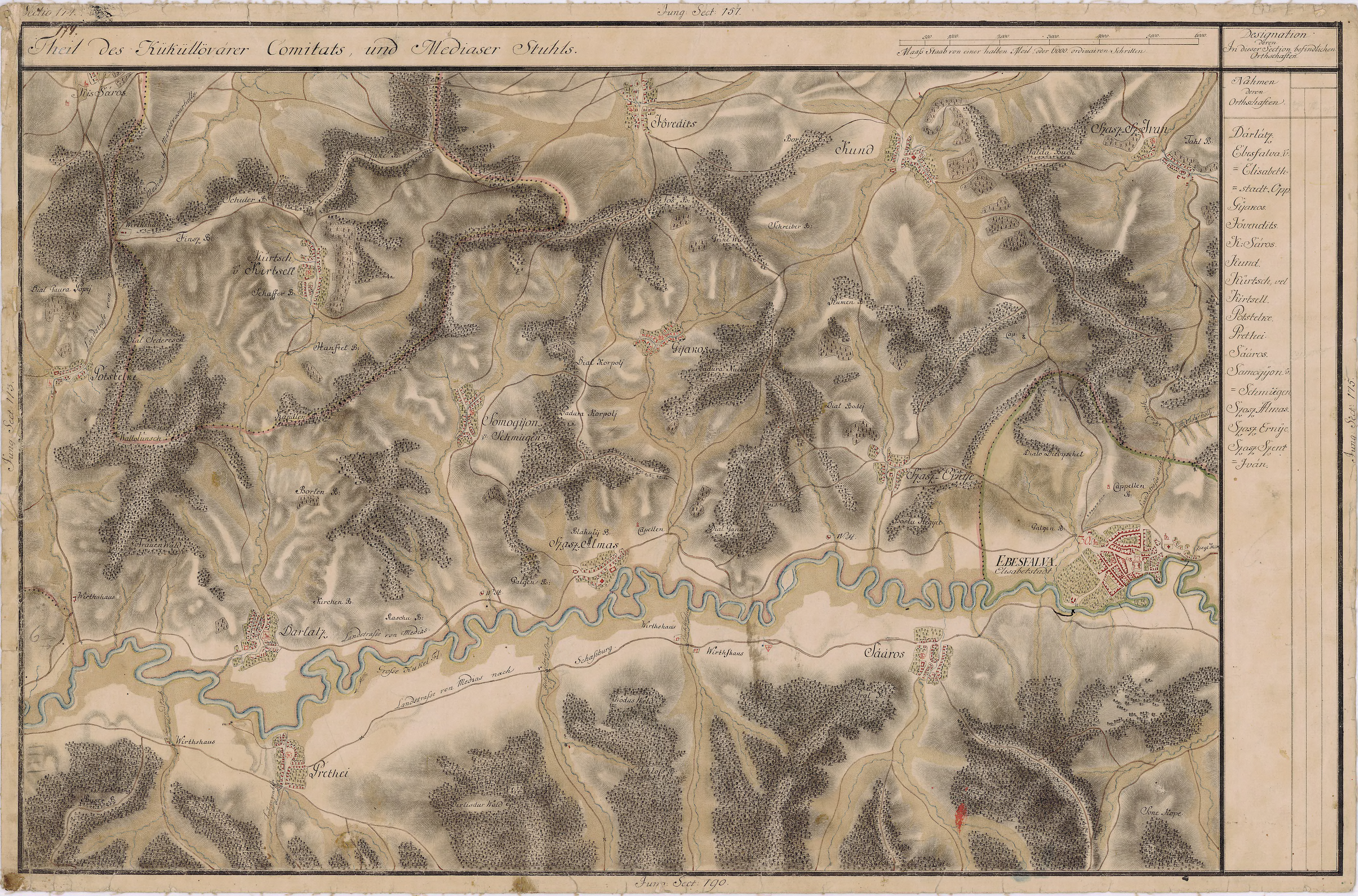
Blăjel în Harta Iosefină a Transilvaniei, 1769-1773
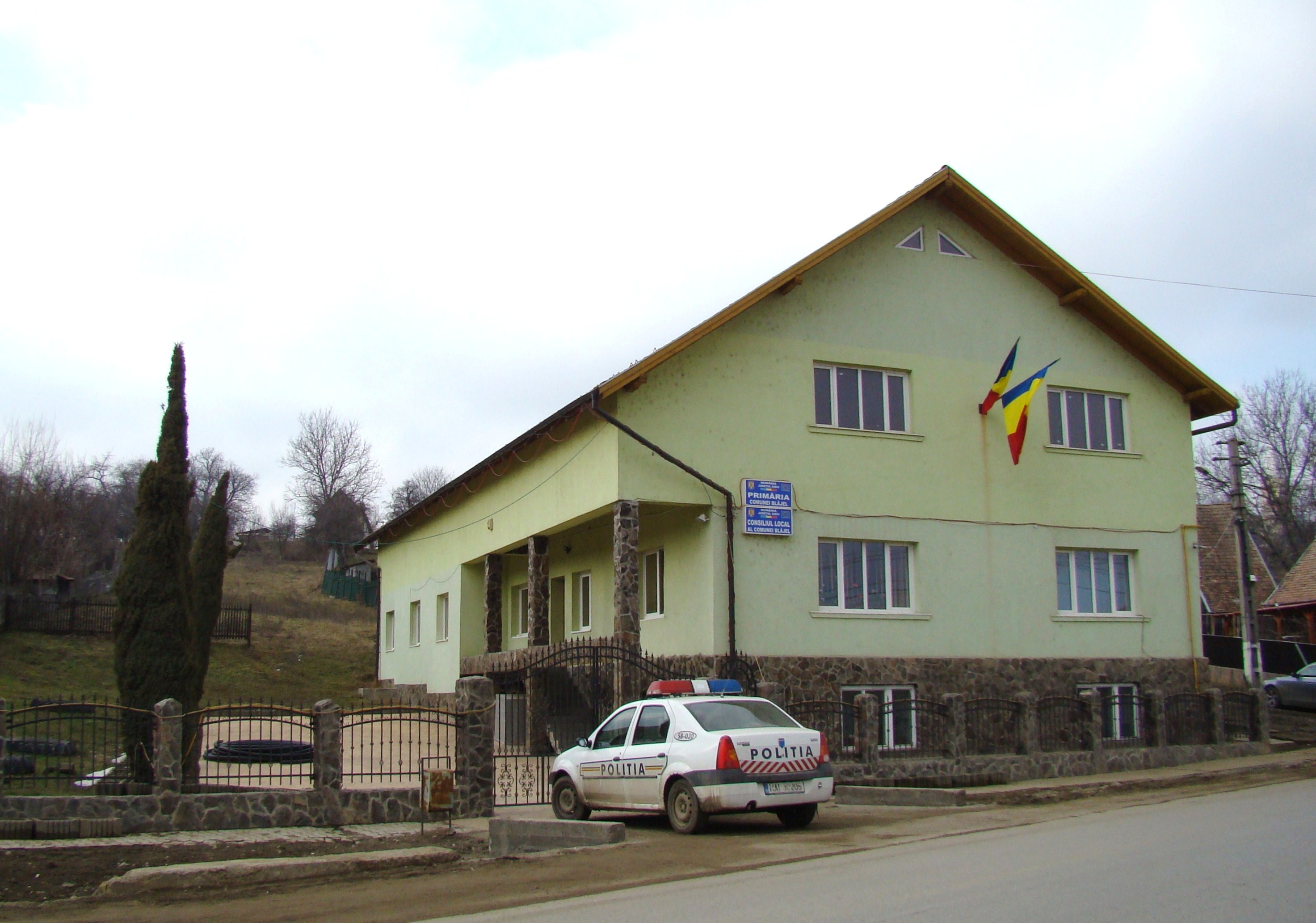
Primăria comunei
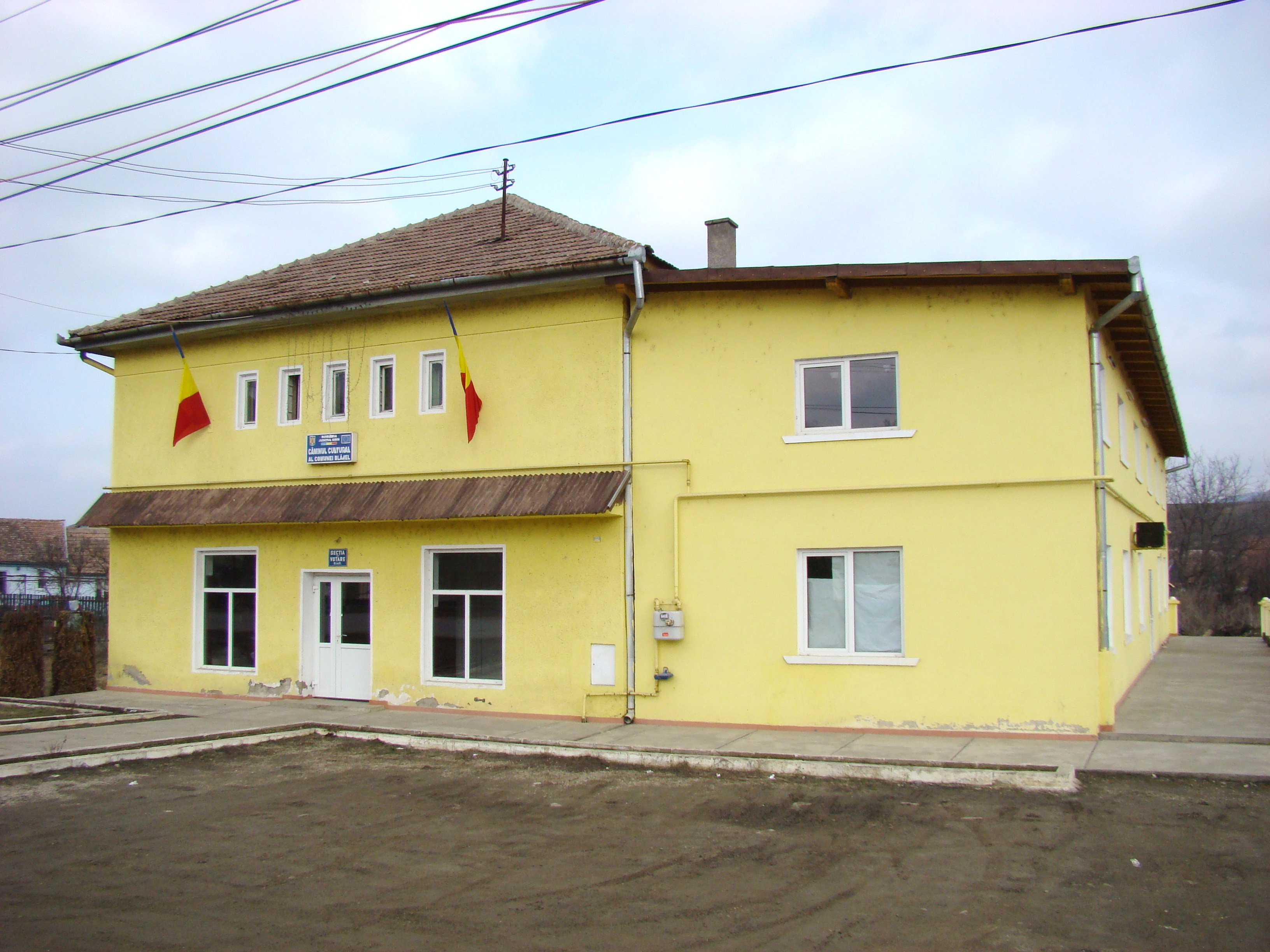
Căminul cultural
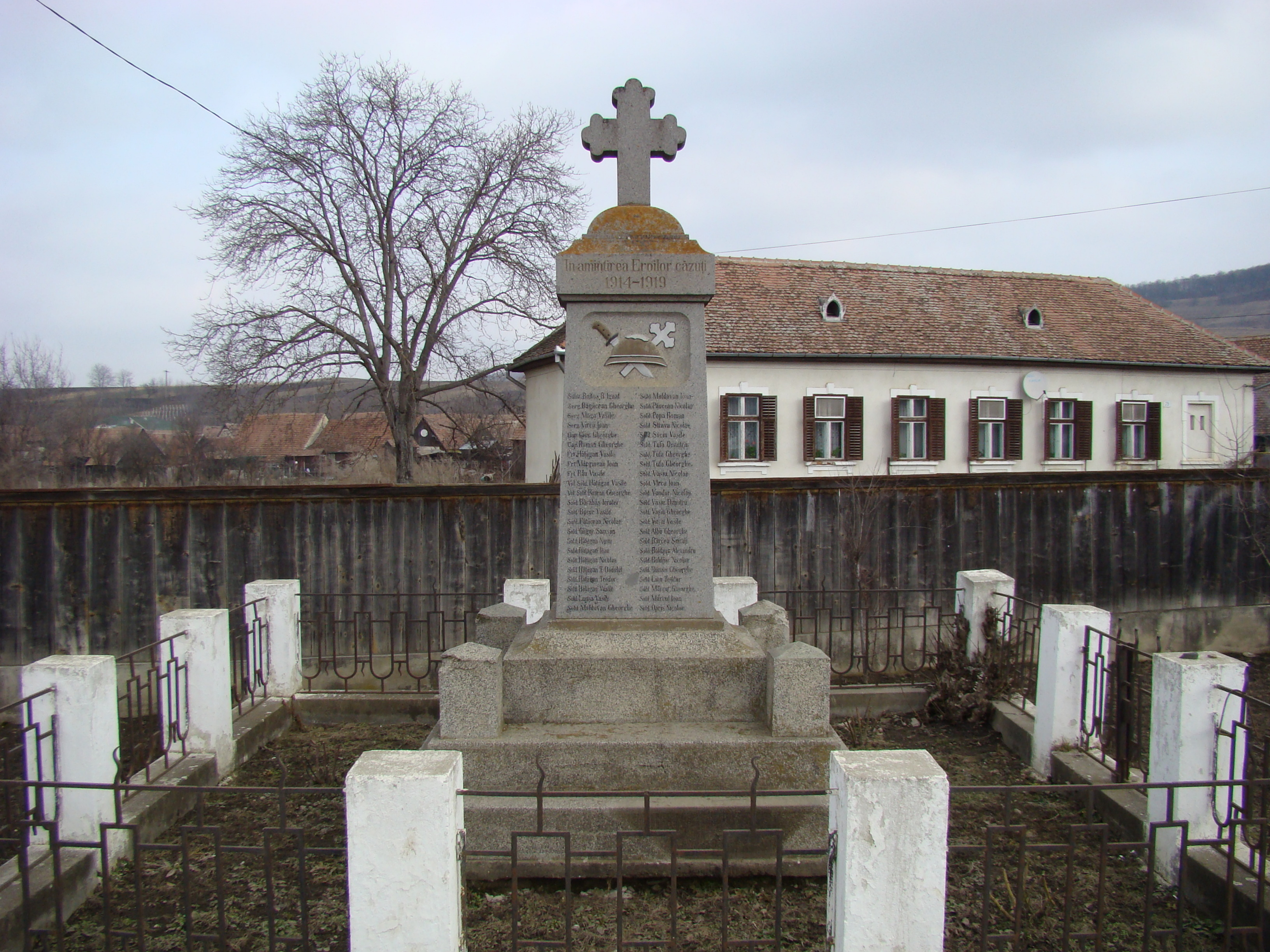
Monumentul Eroilor din Primul Război Mondial
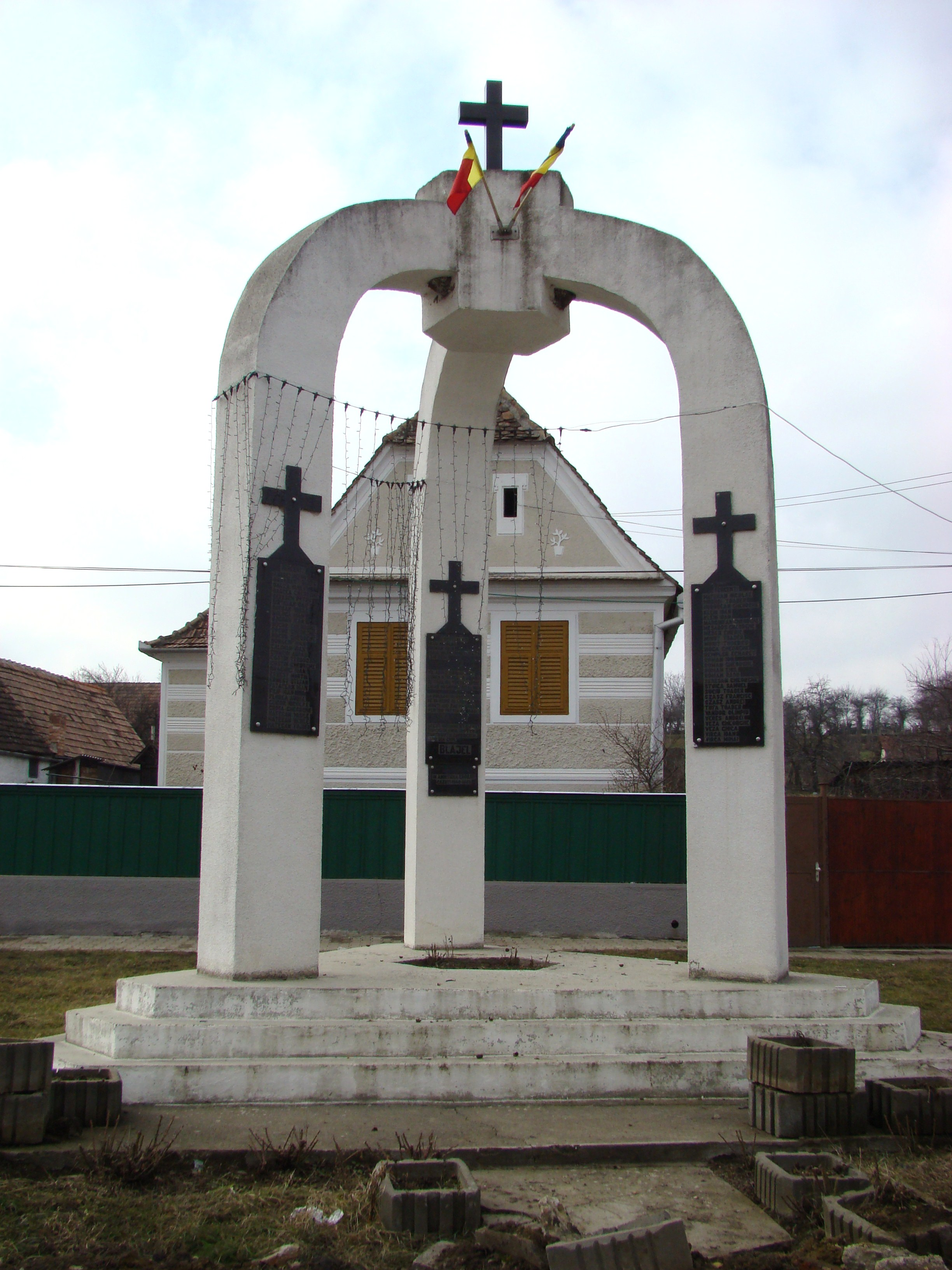
Monumentul Eroilor din al Doilea Război Mondial
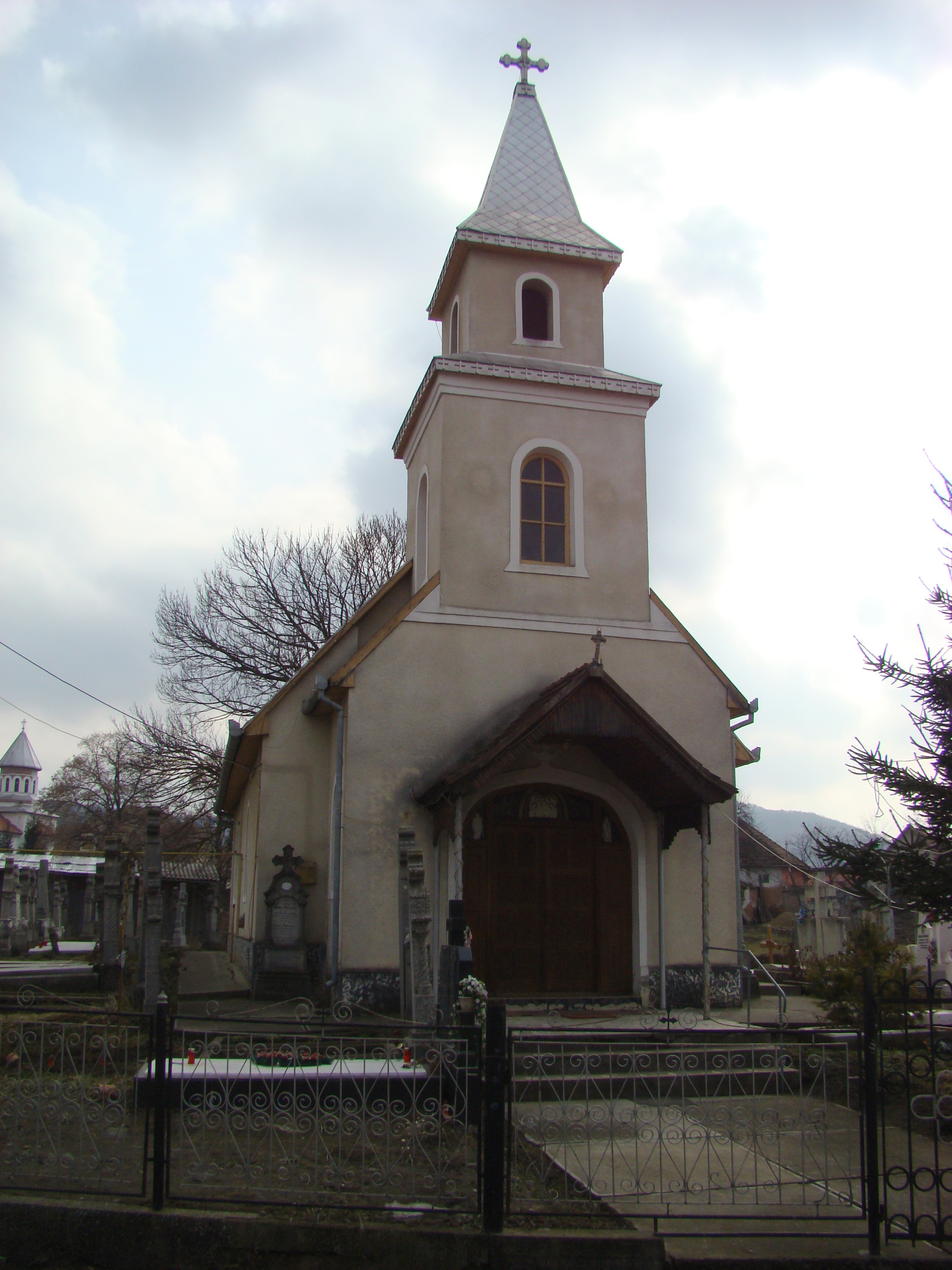
Biserica greco-catolică
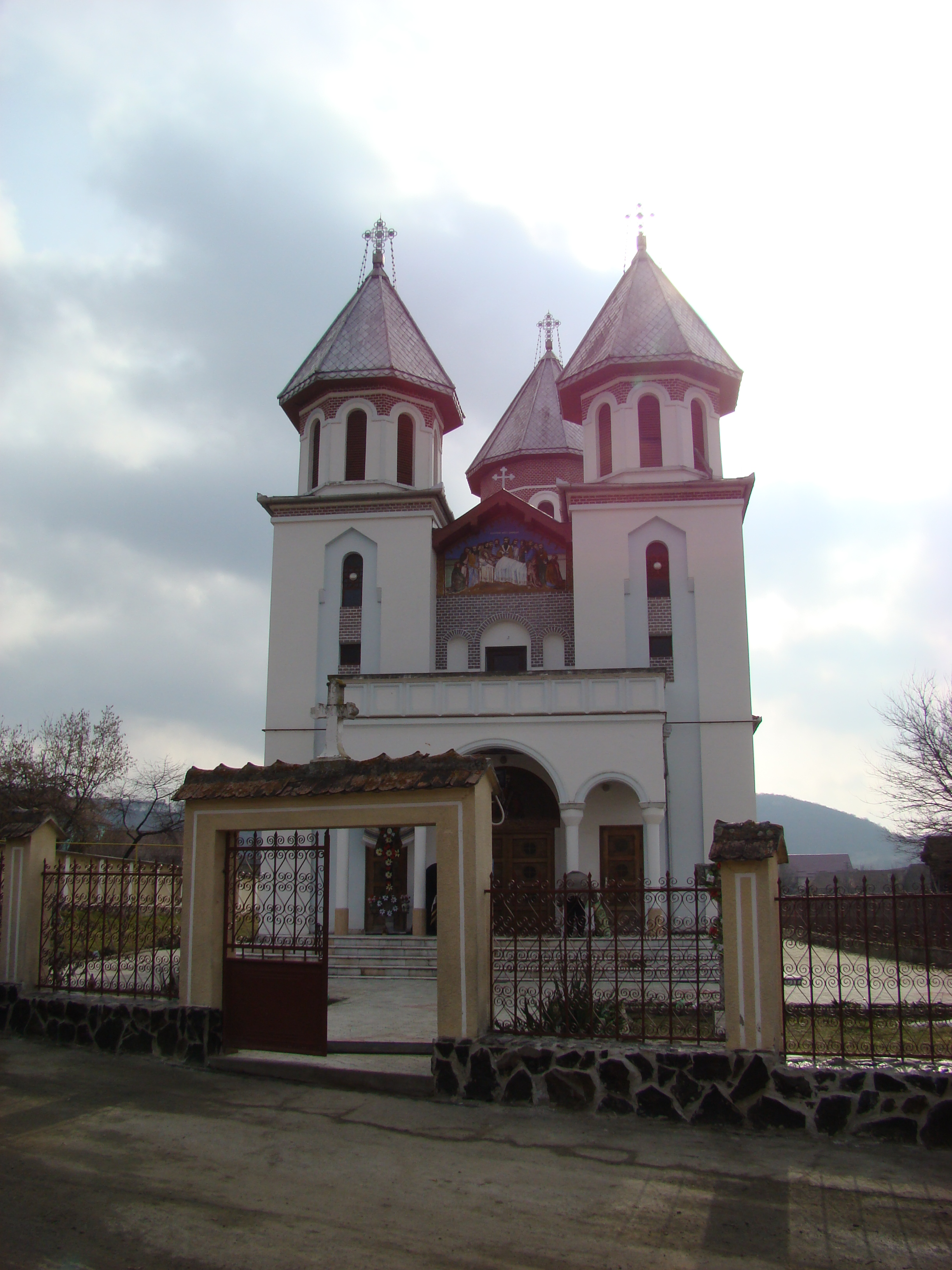
Biserica ortodoxă
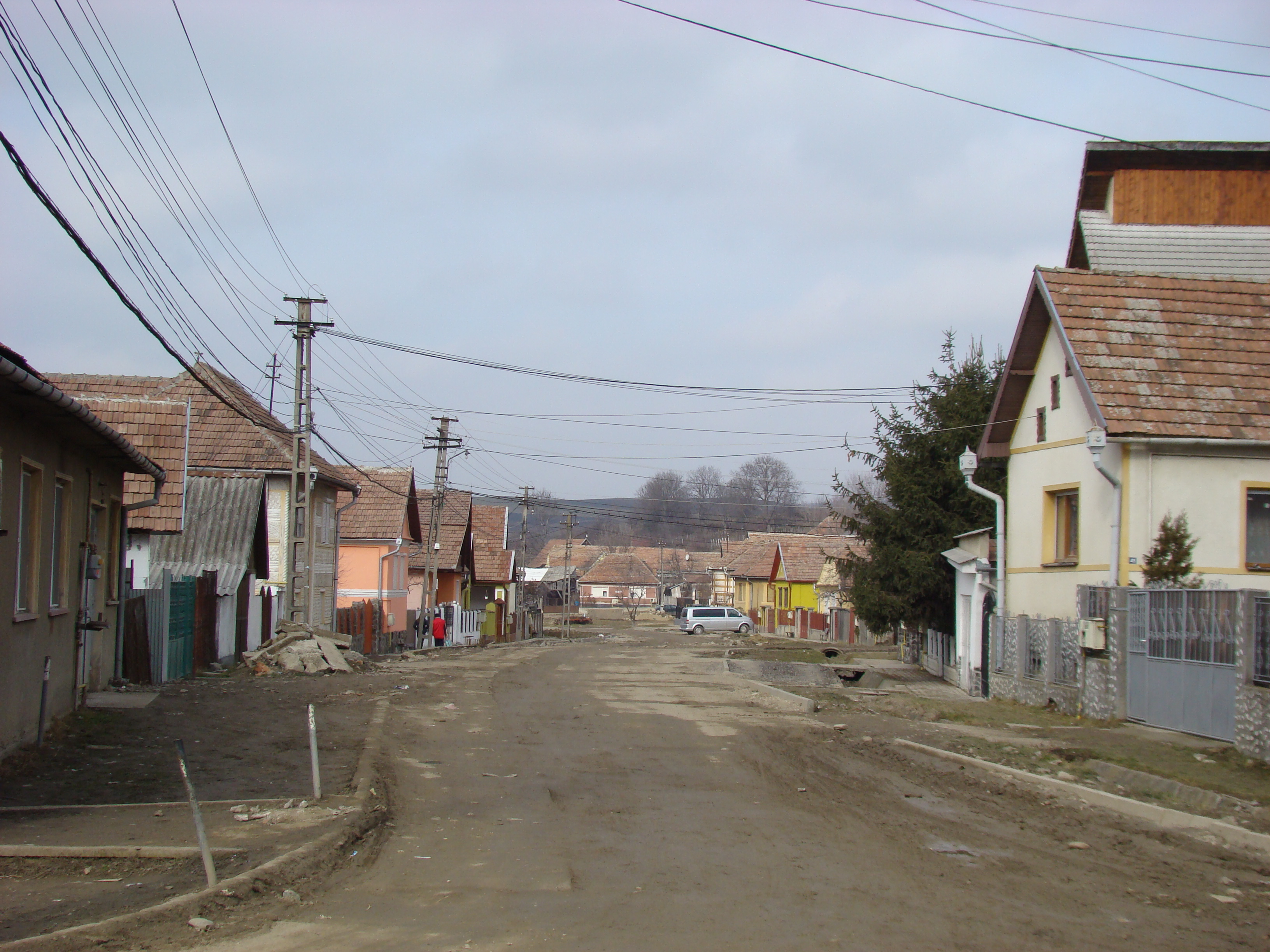
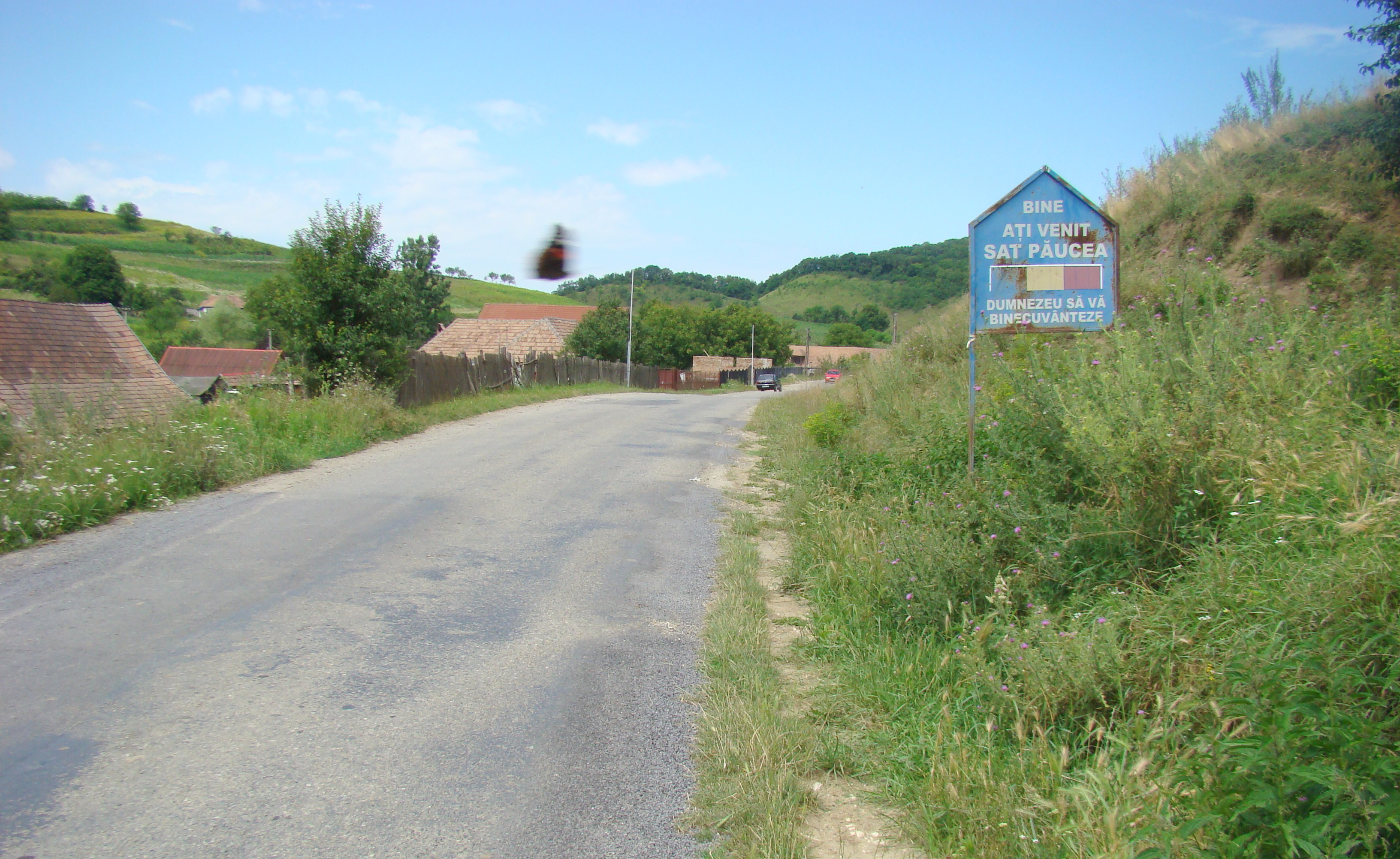
Păucea
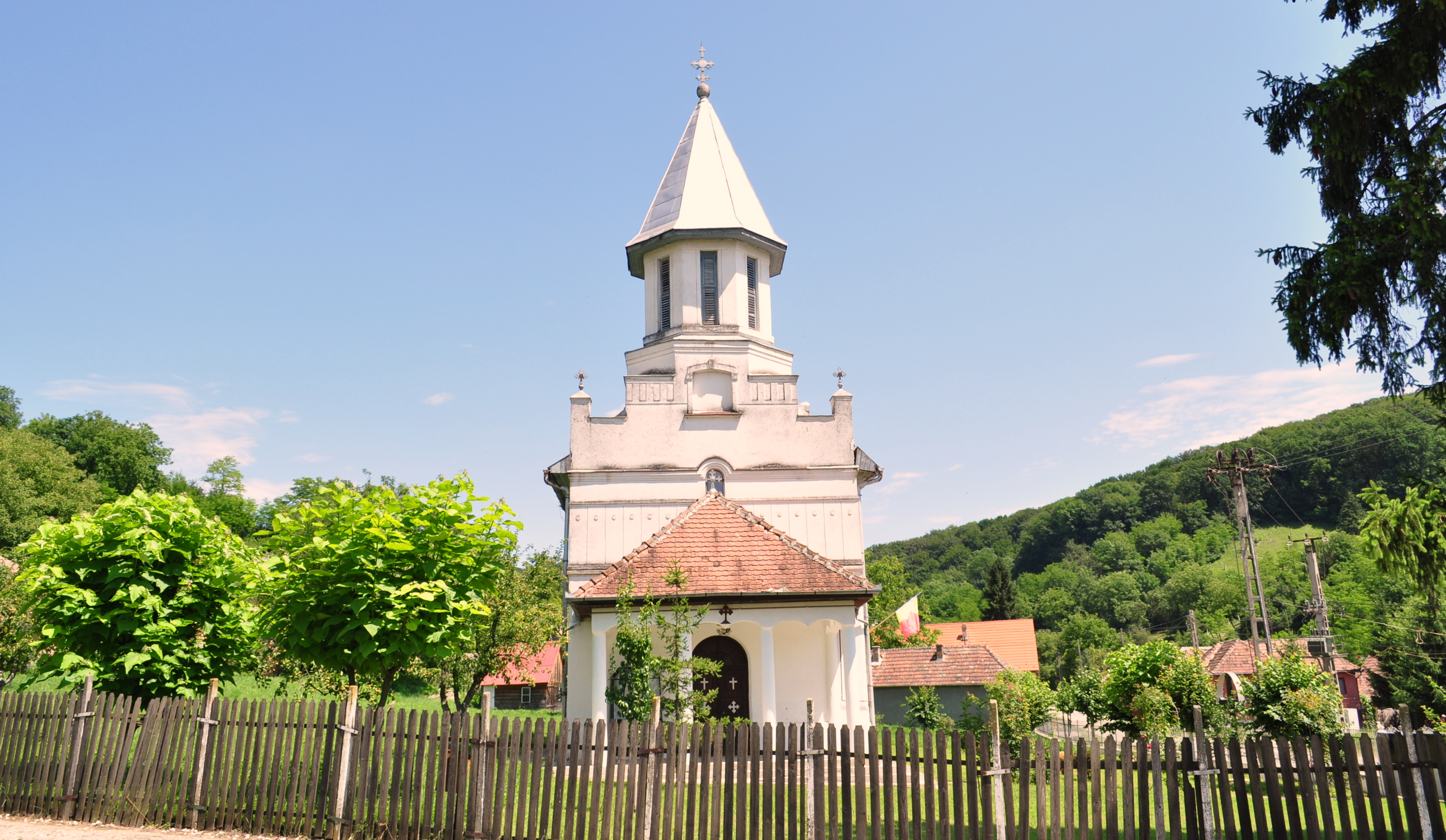
Biserica ortodoxă cu hramul „Sfinţii Arhangheli Mihail şi Gavriil“
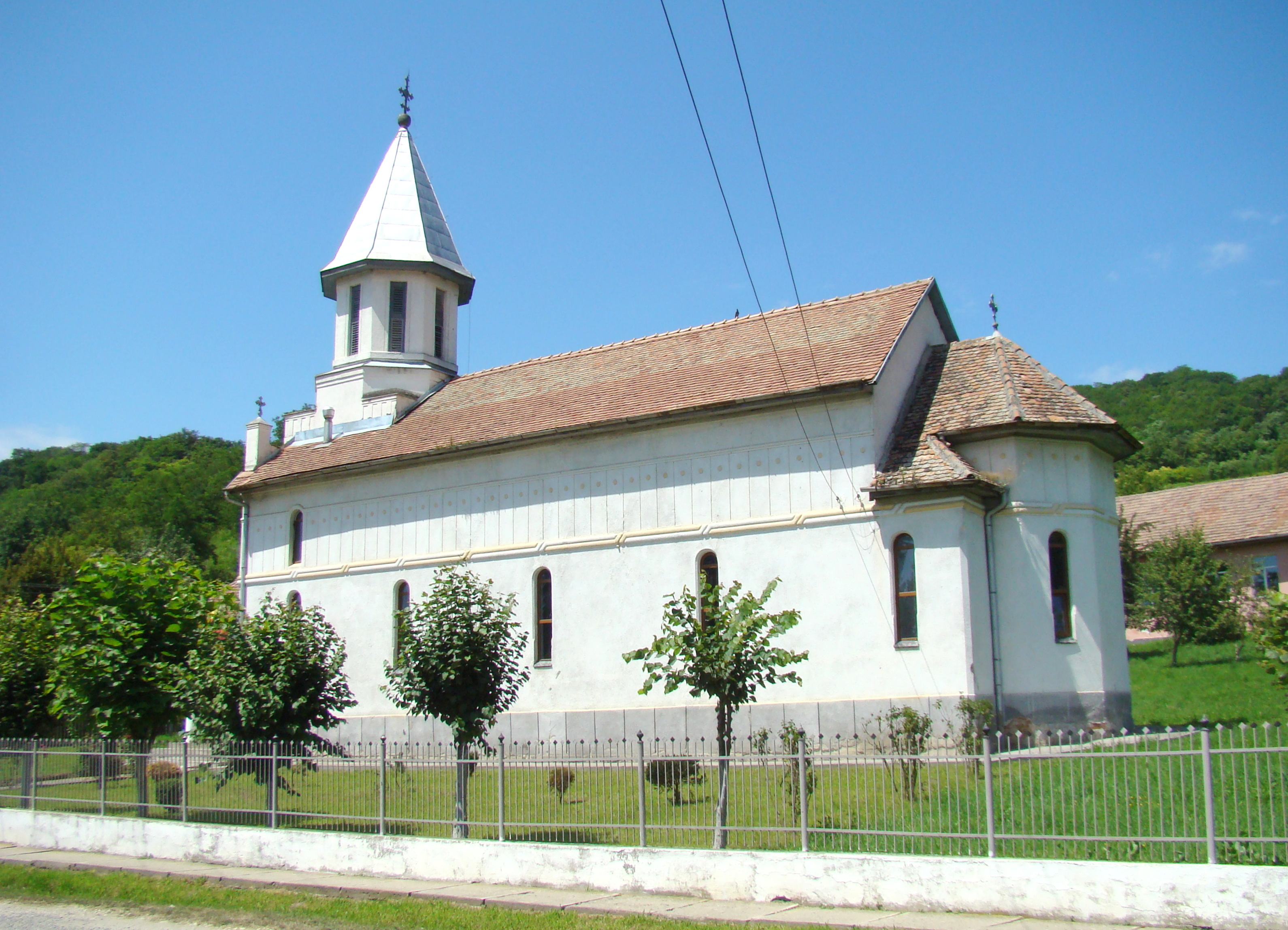
Biserica ortodoxă cu hramul „Sfinţii Arhangheli Mihail şi Gavriil“
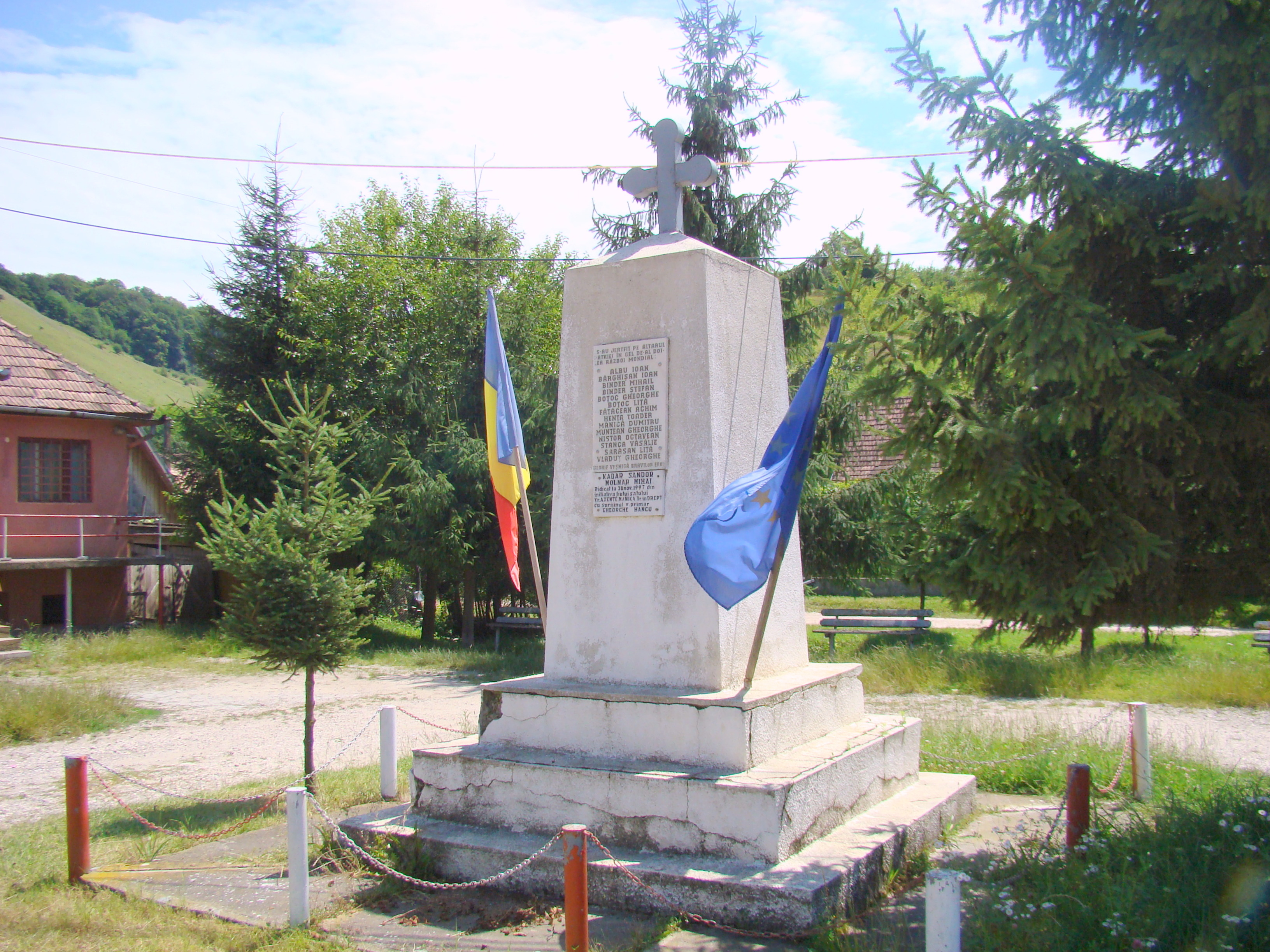
Monumentul eroilor din Păucea
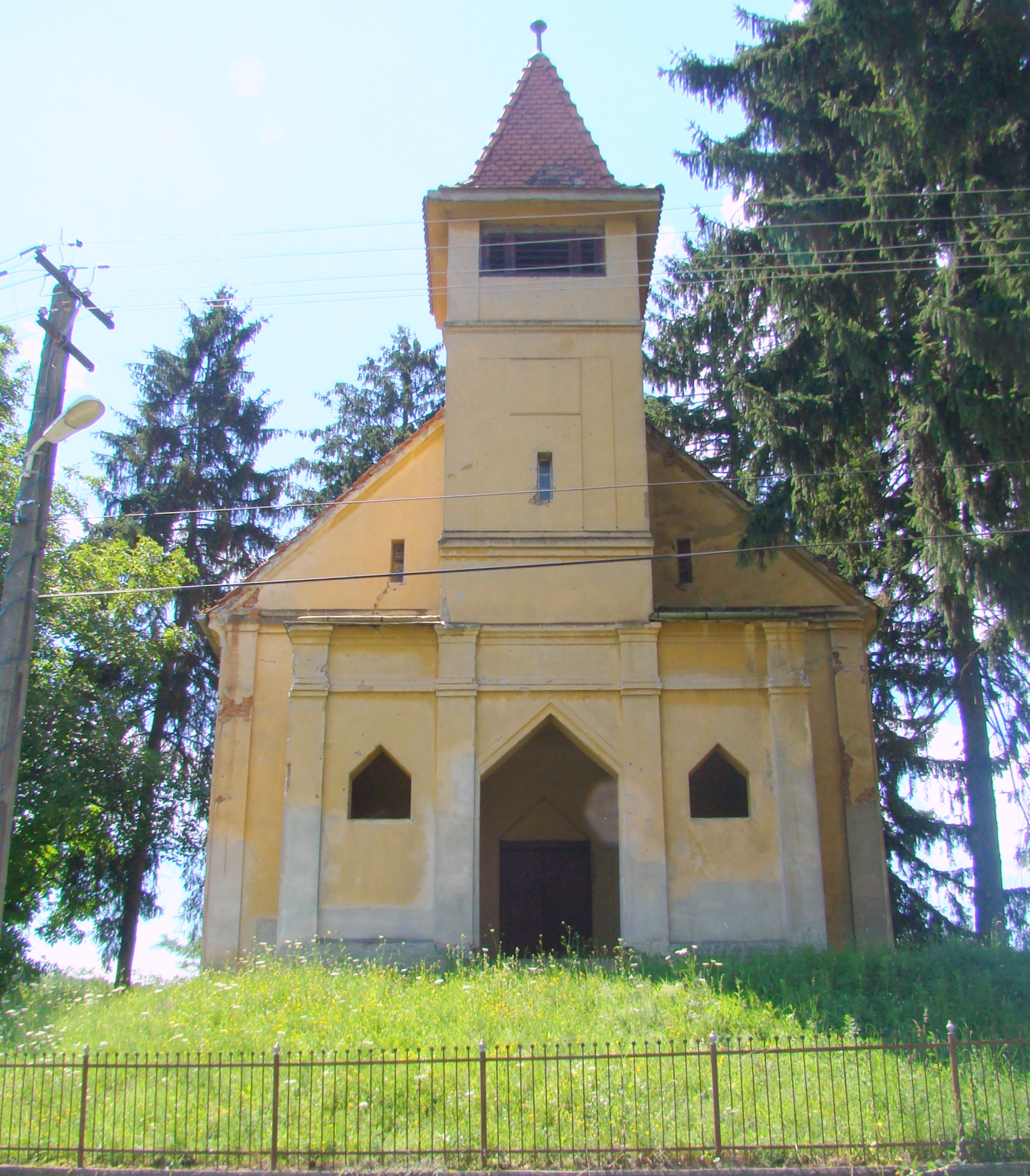
Biserica evanghelică, ridicată la începutul secolului XX, pe locul unei biserici mai vechi, datând din secolul XV
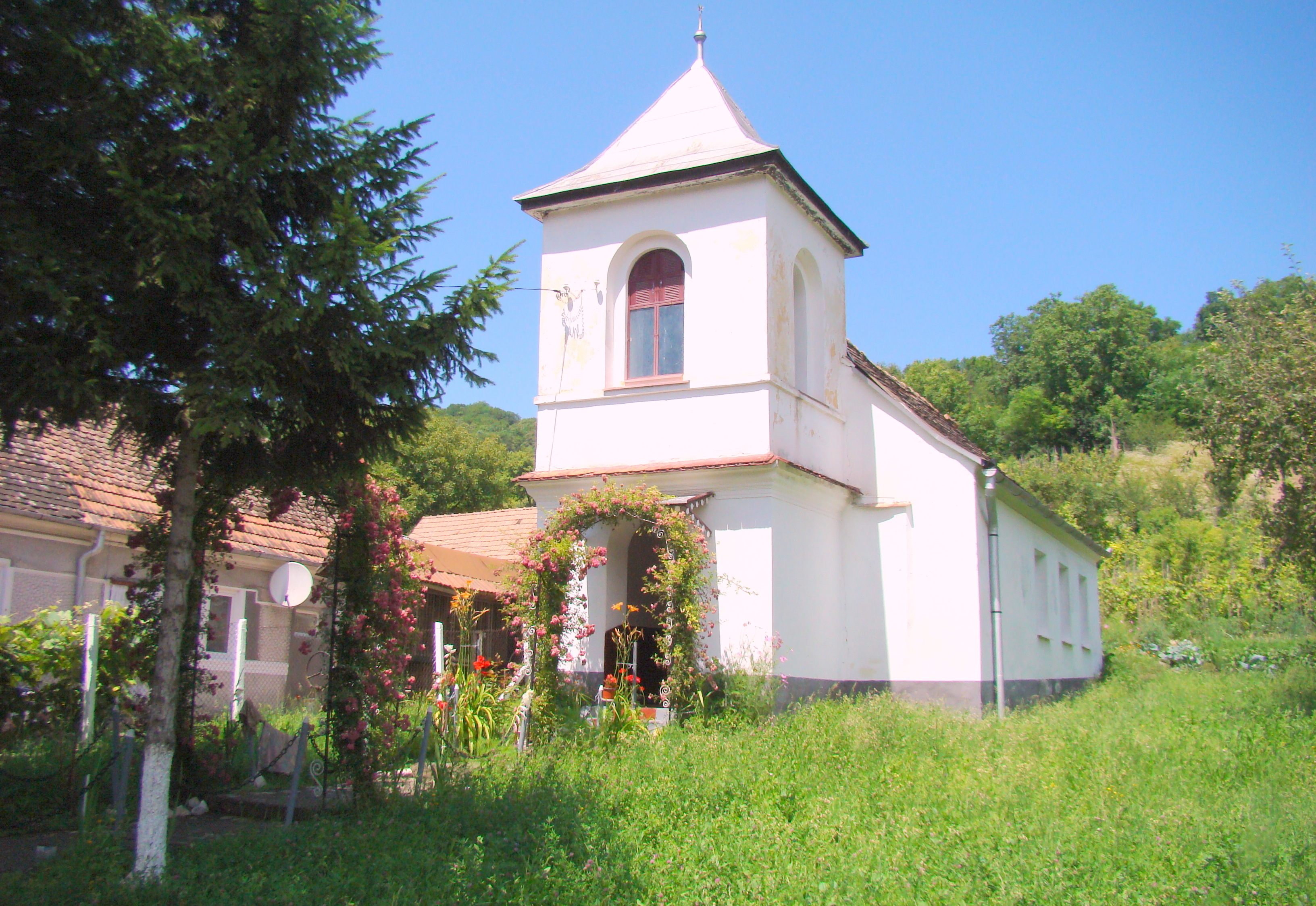
Biserica reformată (1867)
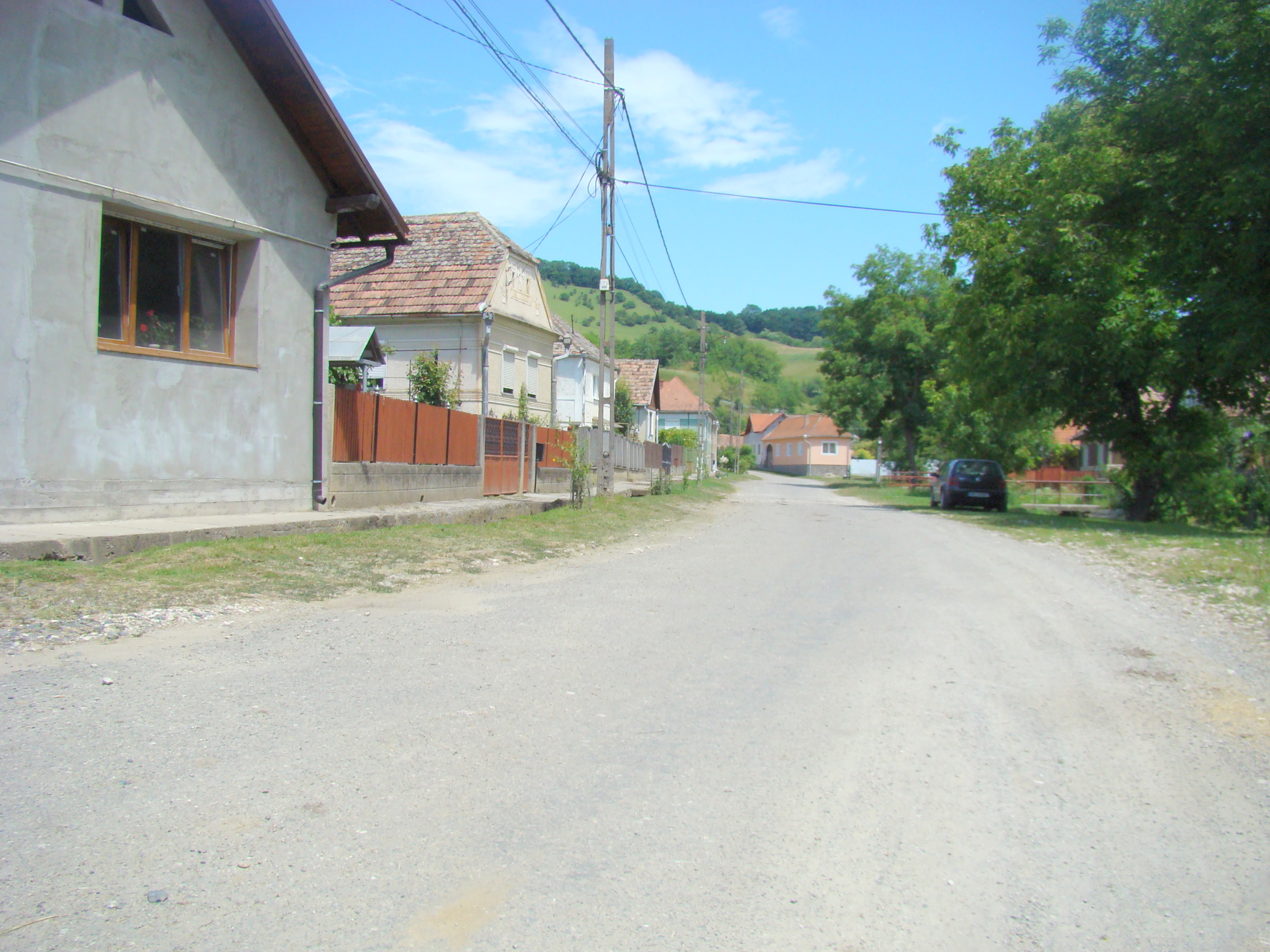
Păucea
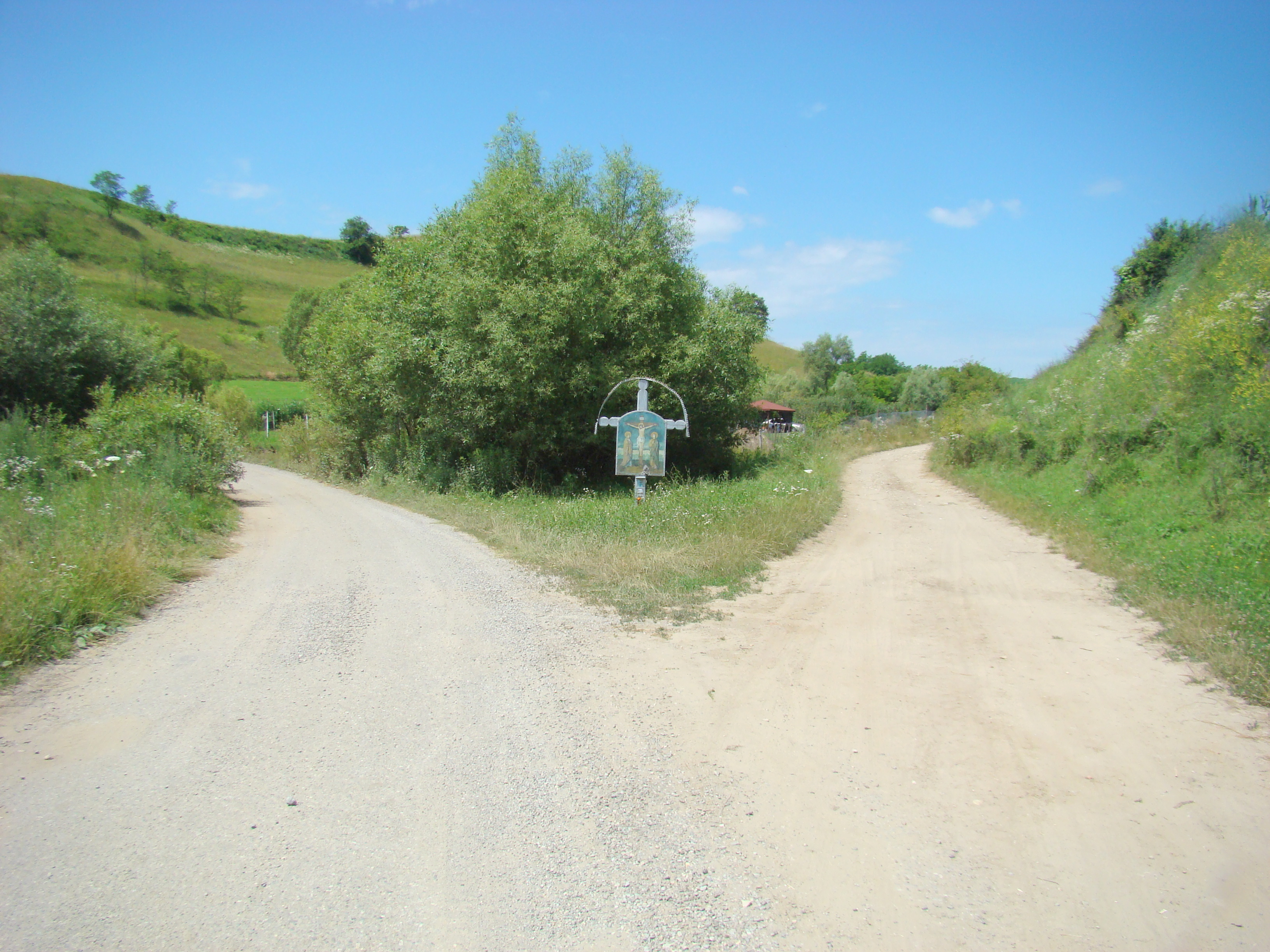
Drumul Păucea-Romanești, celălalt sat, mai izolat, al comunei Blăjel